# Carla Hacken
Carla Hacken (* 14. März 1961) ist eine US-amerikanische Filmproduzentin.
Carla Hacken arbeitete zunächst für zehn Jahre als Scout bei der Künstler-Agentur ICM Partners. Ab Mitte der 1990er Jahre betätigte sie sich als Studio-Managerin bei der Filmproduktionsfirma Fox 2000, einer Abteilung der 20th Century Fox. 2011 wechselte sie als President of Production zu Regency Enterprises. Seit 2015 ist sie bei Sidney Kimmel Entertainment.
Für den Film Hell or High Water wurde sie 2017 für den Oscar für den Besten Film nominiert. Im selben Jahr wurde sie in die Academy of Motion Picture Arts and Sciences (AMPAS) aufgenommen, die alljährlich die Oscars vergibt.

## Filmografie (Auswahl)
- 2015: Demolition – Lieben und Leben
- 2015: Sleeping with other People
- 2016: Hell or High Water
- 2017: The Book of Henry
- 2022: Mr. Harrigan’s Phone